# Diccionari Biogràfic de Dones
El Diccionari Biogràfic de Dones (DBD) és un projecte de recerca en línia creat l’any 2010, i actualitzat el 2021, que recull més de 650 biografies de dones dels territoris de parla catalana —Catalunya, País Valencià, Illes Balears, Rosselló, Andorra i Sardenya— des del segle i fins al segle xxi. L’objectiu principal del projecte és recuperar i fer visibles les aportacions de les dones en la història i la cultura d’aquests territoris, posant en valor el seu paper com a subjectes històrics. Va ser impulsat per la Generalitat de Catalunya, el Consell de Mallorca i la Xarxa Vives d’Universitats, i forma part del programa d’Igualtat de Gènere d’aquesta darrera institució, que promou la integració de la perspectiva de gènere en la docència, la recerca i la gestió universitàries.
La coordinació del projecte recau en les professores Teresa Vinyoles Vidal i Núria Jornet Benito, de la Universitat de Barcelona, i compta amb la col·laboració d’un equip multidisciplinari format per unes 150 persones, entre les quals hi ha una cinquantena d’expertes procedents de dotze universitats de la Xarxa Vives.
El diccionari inclou perfils diversos de dones com comtesses, reines, pageses medievals, religioses, mestres, llevadores, metgesses, mestresses de casa, sindicalistes, polítiques, activistes, escriptores, actrius, artistes, empresàries i feministes. Entre les figures incloses destaquen noms com Germana de Foix, Montserrat Roig, Mercè Rodoreda, Natividad Yarza o Elisabet Cifre. La plataforma permet fer cerques per nom, segle, condició, moviment cultural o juridicoètnic, territori, entitat o moviment, i també ofereix un mapa interactiu per a consultes geogràfiques.
El diccionari es planteja com una obra viva i en construcció permanent, oberta a la participació de la comunitat científica i de la societat en general mitjançant l’apartat «Fes-lo créixer», que permet proposar noves biografies o ampliar les existents. El DBD també és considerat una eina docent per incorporar la perspectiva de gènere en l’ensenyament i la recerca universitària, així com un recurs d’interès per al públic general i els investigadors.

## Llista
A continuació s'inclou una llista de les entrades del diccionari biogràfic.
| Nom | Descripció                                                                          | Data                                        | Ordre | ID   |
| --- | ----------------------------------------------------------------------------------- | ------------------------------------------- | ----- | ---- |
| Víria Acte | Propietària                                                                         | 90 - s. II                                  | 1     | 818  |
| Germana, de Foix | Virreina de València                                                                | 1488 - 1538                                 | 2     | 824  |
| Francisca | Teixidora                                                                           | 1100 circa - s. XIV                         | 3     | 819  |
| Sesenanda | Propietària                                                                         | s. IX - s. XI                               | 4     | 2001 |
| Ingilrada | Propietària noble                                                                   | s. X - s. X                                 | 5     | 2002 |
| Ingilberga | Abadessa de Sant Joan de les Abadesses                                              | 976 - març de 1049                          | 6     | 431  |
| Peronella d’Aragó | Reina d'Aragó, comtessa de Barcelona                                                | 1136 - octubre de 1174                      | 7     | 436  |
| Sibil·la de Fortià | Reina de la Corona d'Aragó                                                          | 1350 - gener de 1406                        | 8     | 2010 |
| Guisla, de Lluçà ; «Guilla» | Comtessa de Barcelona, vescomtessa de Barcelona                                     | 1012 circa - 1079 circa                     | 9     | 2000 |
| Maria, de Montpeller | Senyora de Montpeller, reina de la Corona d'Aragó                                   | 1180 circa - 1212                           | 10    | 532  |
| Reina, de Mallorca | Poetessa                                                                            | s. XIV - s. XIV                             | 11    | 3    |
| Guinedilda | Comtessa de Barcelona, muller de Guifré el Pilós                                    | s. IX - 900 circa                           | 12    | 429  |
| Duoda | Comtessa de Barcelona, mare, escriptora                                             | 823 circa - febrer de 843 circa             | 13    | 422  |
| Elisava | Brodadora, noble                                                                    | 1100 circa - 1122 circa                     | 14    | 423  |
| Ende; «End, Eude» | Pintora, il·luminadora, religiosa                                                   | 950 circa - 1000 circa                      | 15    | 425  |
| Maria | Brodadora, abadessa de Santa Maria de les Puelles?, noble                           | 900 circa - s. X                            | 16    | 434  |
| Agnès | Beguina                                                                             | s. XV - s. XV                               | 17    | 438  |
| Bonanada | Llevadora                                                                           | s. XIV - s. XIV                             | 18    | 443  |
| Aurúcia | Deovota, religiosa                                                                  | s. X - 992 circa                            | 19    | 513  |
| Guinedilda; «Guidinildi» | Repobladora, mare                                                                   | s. X - s. XI                                | 20    | 430  |
| Tudil·la; «Tudille» | Capdavantera, camperola                                                             | 1000 - s. X                                 | 21    | 437  |
| Bella, d'Amichi | Mare, educadora                                                                     | s. XIII - s. XIII                           | 22    | 442  |
| Mercadera, na | Heroïna, mercera, horticultora                                                      | 1245 circa - 1300 circa                     | 23    | 457  |
| Palomera, na | Heroïna                                                                             | 1240 circa - 1285                           | 24    | 458  |
| Francesca, muller de Berenguer Satorra                                                                                                 | Guaridora                                                                           | s. XIV - s. XIV                             | 25    | 451  |
| Arsenda, d'Àger; «Muller d'Arnau Mir de Tost»                                                                                          | Noble                                                                               | 1015 circa - 1068                           | 26    | 420  |
| Blanca, d'Anjou | Reina de la Corona d'Aragó                                                          | 1283 - octubre de 1310                      | 27    | 545  |
| Isabel, d'Aragó; «Santa Isabel de Portugal»                                                                                            | Reina de Portugal. Santa                                                            | 1270 circa - juliol de 1336                 | 28    | 470  |
| Sança, d’Aragó | Peregrina, infanta                                                                  | 1241 circa - 1291 circa                     | 29    | 2065 |
| Violant, de Bar | Reina de la Corona d'Aragó                                                          | 1365 - juliol de 1431                       | 30    | 4040 |
| Constança, de Barcelona | Reina d'Hongria; reina de Sicília; emperadriu del Sacre Imperi Romanogermànic       | 1180 circa - juny de 1222                   | 31    | 518  |
| Emma, de Barcelona | Abadessa de Sant Joan de les Abadesses                                              | 880 circa - 942                             | 32    | 424  |
| Aldonça, de Bellera | Noble                                                                               | 1370 circa - 1435 circa                     | 33    | 440  |
| Marquesa, de Cabrera | Vescomtessa de Cabrera                                                              | 1265 circa - 1328                           | 34    | 551  |
| Marquesa d'Empúries | Comtessa d'Empúries                                                                 | 1322-1327                                   |       |      |
| Ermessenda, de Carcassona | Comtessa de Barcelona                                                               | 975 circa - març de 1058                    | 35    | 427  |
| Maria de Castella | Reina de la Corona d'Aragó                                                          | 1401 - setembre de 1458                     | 36    | 453  |
| Goltregoda, de Cerdanya | Comtessa de Pallars                                                                 | 920 circa - 963 circa                       | 37    | 527  |
| Ava, de Cerdanya | Comtessa de Cerdanya                                                                | s. IX - 961 circa                           | 38    | 514  |
| Almodis, de la Marca | Comtessa de Barcelona                                                               | 1020 circa - 1071                           | 39    | 419  |
| Llúcia, de la Marca | Comtessa de Pallars Sobirà                                                          | s. XI - 1090 circa                          | 40    | 432  |
| Sança, de Mallorca; «Sança de Nàpols, Clara de la santa Creu»                                                                          | Reina, religiosa                                                                    | 1286 circa - juliol de 1345                 | 41    | 460  |
| Elisenda, de Montcada Pinós | Reina de la Corona d'Aragó                                                          | 1292 circa - juliol de 1364                 | 42    | 448  |
| Agnès, de Peranda | Abadessa, fundadora de les clarisses de Barcelona                                   | s. XIII - setembre de 1281                  | 43    | 439  |
| Dolça, de Provença | Comtessa de Provença i de Barcelona                                                 | 1095 circa - 1127 circa                     | 44    | 421  |
| Ava, de Ribagorça | Comtessa de Castella                                                                | s. X - s. X                                 | 45    | 515  |
| Elionor, de Sicília de Carintia | Reina de la Corona d'Aragó                                                          | 1325 circa - abril de 1375                  | 46    | 2067 |
| Constança, de Sicília i de Savoia | Comtessa de Barcelona                                                               | 1247 circa - abril de 1302                  | 47    | 445  |
| Valença de Tost | Comtessa de Pallars Jussà                                                           | s. XI - s. XI                               | 48    | 538  |
| Ermengarda, de Vallespir | Comtessa de Cerdanya i Besalú                                                       | s. X - 1001 circa                           | 49    | 426  |
| Oria, d'Entença | Comtessa de Pallars Jussà                                                           | 1120 circa - 1178                           | 50    | 535  |
| Teresa, d'Entença | Comtessa d'Urgell, infanta d'Aragó                                                  | 1300 circa - 1327                           | 51    | 464  |
| Violant, d'Hongria | Reina de la Corona d'Aragó                                                          | 1216 circa - octubre de 1251                | 52    | 466  |
| Caterina, d'Ortafà; «Caterina d'Hortafà»                                                                                               | Noble                                                                               | 1400 - s. XV                                | 53    | 2049 |
| Valençona, de Xilvella; «muller de Ramon Muntaner»                                                                                     | Camperola, propietària                                                              | 1285 circa - 1340 circa                     | 54    | 465  |
| Elisenda, de Sant Climent; «muller d'Arnau Solsona»                                                                                    | Repobladora, captiva                                                                | 1220 circa - 1275 circa                     | 55    | 546  |
| Sança Eiximenis d'Arenós i de Bellpuig                                                                                                 | Comtessa                                                                            | 1335 circa - s. XV                          | 56    | 461  |
| Sança Eiximenis de Cabrera i de Prades                                                                                                 | Promotora d'obres d'art                                                             | 1393 circa - novembre de 1474               | 57    | 462  |
| Balèria | Primeres cristianes                                                                 | s. III - s. IV                              | 58    | 2047 |
| Esclarmonda, de Foix | Reina de Mallorca                                                                   | 1260 circa - 1316 circa                     | 59    | 310  |
| Blanca, d'Anglesola | Abadessa de Vallbona                                                                | s. XIII - 1328                              | 60    | 1090 |
| Eliarda, d'Anglesola | Abadessa de Vallbona                                                                | s. XII - 1258                               | 61    | 1113 |
| Blanca, d'Aragó | Abadessa de Sixena, infanta                                                         | 1302 circa - 1348                           | 62    | 1091 |
| Francesquina, de Carcassona | Priora d'Alguaire                                                                   | s. XV - octubre de 1494                     | 63    | 1119 |
| Sibil·la, de Castellvell | Priora d'Alguaire                                                                   | s. XIII - febrer de 1329                    | 64    | 1178 |
| Marquesa, de Cervera | Priora, fundadora del monestir d'Alguaire                                           | s. XIII - 1268                              | 65    | 1183 |
| Cecília, de Comenge | Comtessa d'Urgell                                                                   | s. XIV - 1384                               | 66    | 1101 |
| Francina, de Guimerà | Abadessa de Vallbona                                                                | s. XV - 1503                                | 67    | 1121 |
| Margarida, de Montferrat | Comtessa d'Urgell                                                                   | 1360 circa - 1420                           | 68    | 1135 |
| Agnès, de Montpaó | Abadessa d'Alguaire                                                                 | s. XIV - setembre de 1415                   | 69    | 1077 |
| Agnès, de Queralt | Abadessa d'Alguaire                                                                 | s. XIII - 1310                              | 70    | 1078 |
| Elvira, de Subirats; «Elvira Núñez de Lara»                                                                                            | Comtessa d'Urgell                                                                   | 1145 circa - 1220 circa                     | 71    | 1108 |
| Aurembiaix, d'Urgell | Comtessa d'Urgell                                                                   | 1203 circa - 1231                           | 72    | 1085 |
| Zulema, l'Astròloga; «Mare d'Alí de la Palomera»                                                                                       | Astròloga sarraïna                                                                  | 1190 circa - s. XIII                        | 73    | 1318 |
| Margarida, de Prades | Reina de la Corona d'Aragó                                                          | 1387 - juliol de 1429                       | 74    | 4038 |
| Maria, de Cervelló; «Maria del Socors o Maria del Socós»                                                                               | Santa, religiosa                                                                    | 1230 - 1290                                 | 75    | 4039 |
| Caterina, vídua de Rafael d'Olzinelles                                                                                                 | Vídua, processada per adulteri                                                      | s. XV - s. XV                               | 76    | 5013 |
| Mafalda, de Pulla | Comtessa de Barcelona i vescomtessa de Narbona                                      | 1060 circa - 1112 circa                     | 77    | 4078 |
| Agnès, de Tarroja | Senyora de la baronia d'Arbeca, comtessa de Cardona                                 | 1191 circa - 1243 circa                     | 78    | 4080 |
| Mata, d'Armanyac; «Mateua d'Armanyac»                                                                                                  | Duquessa de Girona                                                                  | 1347 circa - 1378                           | 79    | 4082 |
| Violant de Prades de Gandia; «Violant de Cabrera»                                                                                      | Noble                                                                               | 1395 circa - febrer de 1471                 | 80    | 4075 |
| Abad Cantavella, Angelina; «Celia» | Mestra, escriptora                                                                  | desembre de 1893 - febrer de 1965           | 81    | 1289 |
| Abad Casasempere, Amàlia | Activista carlina                                                                   | desembre de 1897 - setembre de 1936         | 82    | 4011 |
| Abella Alonso, Mercè | Actriu                                                                              | 1846 - 1924                                 | 83    | 1019 |
| Abelló Soler, Núria | Psicoanalista                                                                       | 1921 - novembre de 2003                     | 84    | 778  |
| Abrines Vidal, Coloma; «Madò Coloma Solera»                                                                                            | Cuinera                                                                             | desembre de 1887 - 1987                     | 85    | 287  |
| Adroher Pascual, Antònia | Mestra, militant del POUM                                                           | 1913 - 2007                                 | 86    | 4061 |
| Agost Gómez, Elisa; «Eliseta La Bordadora»                                                                                             | Pintora, brodadora, mestra de taller                                                | 1909 - 1961                                 | 87    | 1320 |
| Aguiló, Antonieta; «Antonietta» | Soprano operística                                                                  | 1822 circa - s. XIX                         | 88    | 1302 |
| Agut Armer, Enriqueta; «La Palometa del Front Popular»                                                                                 | Mestra, republicana, feminista                                                      | setembre de 1912 - juny de 1998             | 89    | 856  |
| Albéniz Jordana, Laura | Pintora cosmopolita                                                                 | abril de 1890 - març de 1944                | 90    | 686  |
| Albert Paradís, Caterina; «Víctor Català»                                                                                              | Escriptora                                                                          | setembre de 1869 - gener de 1966            | 91    | 35   |
| Albert, Caterina | Comtessa de Pallars                                                                 | s. XV - s. XV                               | 92    | 2069 |
| Aldrich i de Pagès, Trinitat | Poetessa                                                                            | novembre de 1863 - gener de 1939            | 93    | 27   |
| Aleixandre Ballester, Mª de la Concepción; «Mª de la Concepción Isidra Faustina Estefanía Vicenta»                                     | Metgessa ginecòloga pionera                                                         | febrer de 1862 - 1952                       | 94    | 863  |
| Aleu Riera, Dolors | Doctora en Medicina                                                                 | abril de 1857 - febrer de 1913              | 95    | 757  |
| Aleu Pons, Caterina | Rebel, raptada                                                                      | desembre de 1410 - 1460 circa               | 96    | 2066 |
| Alfonso Orfila, Margarida | Compositora, pianista                                                               | 1910 circa - abril de 1991                  | 97    | 596  |
| Algarra Coma, Maria Lluïsa | Jutgessa, periodista, dramaturga                                                    | 1916 - 1957                                 | 98    | 4098 |
| Alloza Sanz, Cristina María | Novel·lista                                                                         | desembre de 1922 - agost de 2009            | 99    | 1294 |
| Alloza Blasco, Concepción | Mestressa de casa, propietària                                                      | 1895 - s. XX                                | 100   | 1271 |
| Almendros Carcasona, Maria Matilde | Locutora de ràdio, actriu                                                           | 1927 circa - desembre de 1995               | 101   | 675  |
| Alonso Bozzo, Cecília; «Cecília A. Màntua»                                                                                             | Dramaturga, guionista radiofònica, actriu                                           | 1905 - agost de 1974                        | 102   | 75   |
| Amaya Amaya, Carmen | 'Cantaora' i 'bailaora' de flamenc                                                  | novembre de 1913 - novembre de 1963         | 103   | 391  |
| Amengual Payeras, Paulina | Mestra, activista cultural                                                          | abril de 1918 - abril de 1987               | 104   | 300  |
| Amposta Amposta, Virgínia | Sindicalista, mestra                                                                | abril de 1903 - agost de 1939               | 105   | 4042 |
| Andrés Blasco, María Teresa | Compositora                                                                         | setembre de 1910 - juny de 1992             | 106   | 4020 |
| Andreu Espinosa, Joaquima | Atleta                                                                              | abril de 1916 - segle xxi                   | 107   | 158  |
| Andreu Orlandis, Caterina | Religiosa                                                                           | febrer de 1695 - abril de 1759              | 108   | 502  |
| Anfruns Torres, Maria; «Maria Anfruns de Gelabert»                                                                                     | Escriptora                                                                          | 1889 - setembre de 1965                     | 109   | 47   |
| Anglada Esteba, Edelmira | Pianista, compositora                                                               | s. XIX - 1938                               | 110   | 597  |
| Anglada Sarriera, Maria Dolors; «Estel, Lola Anglada»                                                                                  | Il·lustradora                                                                       | octubre de 1892 - setembre de 1984          | 111   | 687  |
| Anglada d'Abadal, Maria Àngels | Poetessa, novel·lista, hel·lenista                                                  | març de 1930 - abril de 1999                | 112   | 99   |
| Anglesola, Gertrudis | Abadessa de Gratia Dei o de la Zaidia                                               | juny de 1641 - març de 1727                 | 113   | 487  |
| Antigó, Anna; «Mare Anna Maria Antigó»                                                                                                 | Abadessa de Santa Clara de Perpinyà                                                 | 1606 - 1676                                 | 114   | 2059 |
| Anzizu Vila, Mercè; «Sor Eulàlia Anzizu»                                                                                               | Escriptora, historiadora                                                            | maig de 1868 - març de 1916                 | 115   | 34   |
| Arderiu Voltas, Clementina | Poetessa                                                                            | juliol de 1889 - febrer de 1976             | 116   | 45   |
| Arquimbau i Cardil, Rosa Maria; «Rosa de Sant Jordi»                                                                                   | Escriptora, periodista                                                              | 1910 - 1992                                 | 117   | 81   |
| Astorch, Jerònima Maria Agnès; «Beata Maria Àngela Astorch»                                                                            | Beata fundadora                                                                     | setembre de 1592 - desembre de 1665         | 118   | 488  |
| Aymerich Barbany, Carme | Pedagoga                                                                            | 1915 - febrer de 2001                       | 119   | 1197 |
| Azzati Cutanda, Paz | Militant del PCE                                                                    | juny de 1917 - agost de 1995                | 120   | 878  |
| Badia Gasol, Maria Amèlia | Mestressa de casa                                                                   | abril de 1826 - abril de 1898               | 121   | 2032 |
| Badia Millàs, Concepció; «Conxita Badia»                                                                                               | Soprano                                                                             | novembre de 1897 - maig de 1975             | 122   | 599  |
| Bahillo Rodrigo, Carmen, Julia, Noeli, Blanca i Teresa                                                                                 | Militants carlines                                                                  | s. XX - s. XX                               | 123   | 1304 |
| Baldó Massanet, Maria | Mestra, folklorista, política                                                       | 1884 - 1964                                 | 124   | 1198 |
| Ballester Vilaseca, Manuela | Pintora, il·lustradora, comunista                                                   | novembre de 1908 - novembre de 1994         | 125   | 885  |
| Barceló Rosselló, Margalida; «Tin» | Empresària                                                                          | 1930 - desembre de 2007                     | 126   | 360  |
| Bardiera, Blanca | Processada per bruixa                                                               | 1540 circa - 1600 circa                     | 127   | 472  |
| Bardolet Boix, Antònia | Narradora, poetessa, traductora                                                     | desembre de 1877 - desembre de 1956         | 128   | 38   |
| Bargalló Serra, M. Dolors | Feminista, militant d'ERC                                                           | 1900 - 1980                                 | 129   | 2041 |
| Barjau Martí, Perpetua; «Peua» | Exiliada                                                                            | març de 1902 - gener de 1991                | 130   | 888  |
| Baró Sanz, Emília | Actriu teatral                                                                      | 1882 - 1964                                 | 131   | 1045 |
| Barrientos López, Maria | Soprano lírica                                                                      | març de 1883 - agost de 1946                | 132   | 601  |
| Bartomeu Granell, Teresa; «Rossa Tissy o bé l'amiga Blanca de les Dames de Carner»                                                     | Esquiadora                                                                          | 1889 - 1969                                 | 133   | 150  |
| Bastida Pibernat, Assumpta; «Asunción Bastida»                                                                                         | Modista d'alta costura                                                              | abril de 1902 - octubre de 1995             | 134   | 2030 |
| Bau Bonaplata, Carme | Soprano lírica                                                                      | 1890 - 1972                                 | 135   | 4091 |
| Benavent, Rosario | Costurera, anarquista                                                               | 1902 - 1921                                 | 136   | 4067 |
| Bermells Martínez, Elvira | Professora d´Història                                                               | gener de 1881 - s. XX                       | 137   | 1273 |
| Bertran Miquel, Caterina; «Caterina Colom»                                                                                             | Noble                                                                               | 1383 circa - agost de 1470                  | 138   | 2004 |
| Bertran Codina, Maria Raimonda; «Maria Raimonda de Sant Josep»                                                                         | Religiosa                                                                           | juny de 1753 - 1837 circa                   | 139   | 574  |
| Bertrana Salazar, Aurora | Escriptora, periodista, feminista                                                   | octubre de 1899 - setembre de 1974          | 140   | 44   |
| Blasco Oliver, Concepción | Mestressa de casa, propietària                                                      | 1848 - s. XX                                | 141   | 1270 |
| Bonaplata, Carme | Soprano, professora de cant                                                         | 1871 - 1911                                 | 142   | 603  |
| Bonet Fàbregues, Magdalena | Republicana, feminista                                                              | 1854 - s. XX                                | 143   | 355  |
| Boneta, Prous; «Na Prous Boneta» | Beguina                                                                             | 1296 circa - 1328                           | 144   | 459  |
| Bonnemaison Farriols, Francesca | Emprenedora, mecenes                                                                | abril de 1872 - octubre de 1949             | 145   | 164  |
| Borja, Tecla de | Noble, escriptora                                                                   | 1435 - 1459                                 | 146   | 5    |
| Borja Enríquez, Isabel; «Sor Francesca de Jesús»                                                                                       | Fundadora de les Descalzas Reales de Madrid                                         | gener de 1498 - octubre de 1557             | 147   | 581  |
| Bosch Pagès, Lluïsa | Arpista, compositora                                                                | 1880 - 1961                                 | 148   | 606  |
| Boutroux Enne, Aina Maria; «Madame Ferrà, Aina Boutroux de Ferrà»                                                                      | Promotora i protectora de les arts                                                  | agost de 1895 - octubre de 1986             | 149   | 270  |
| Brabo Castells, Pilar | Diputada                                                                            | febrer de 1943 - maig de 1993               | 150   | 960  |
| Buades Vallespir, Antònia; «Madò Buades»                                                                                               | Folklorista                                                                         | gener de 1911 - desembre de 2007            | 151   | 283  |
| Caamaño Díaz, Carmen | Dirigent del PCE                                                                    | 1909 - 2006                                 | 152   | 961  |
| Caimari Vila, Margalida | Poetessa, benefactora social                                                        | 1839 - 1921                                 | 153   | 264  |
| Calatayud Piquer, Carmen | Militant d'ERC                                                                      | s. XIX - s. XX                              | 154   | 1248 |
| Calvet Prats, M. Dolors | Compositora, concertista, professora de música                                      | abril de 1907 - agost de 1988               | 155   | 608  |
| Cambrils, Maria | Socialista, feminista                                                               | 1878 - s. XX                                | 156   | 836  |
| Campmany Cortés, Montserrat | Compositora                                                                         | 1901 - 1995                                 | 157   | 611  |
| Campos, Presentación | Professora de secundària, comunista                                                 | 1910 - s. XX                                | 158   | 896  |
| Camprubí Aymar, Zenobia; «Zenobia Camprubí de Jiménez»                                                                                 | Escriptora, traductora                                                              | agost de 1887 - octubre de 1956             | 159   | 132  |
| Canalias Mestres, Anna; «Agna Canalias»                                                                                                | Escriptora, pedagoga, feminista                                                     | 1886 - 1934                                 | 160   | 1316 |
| Cañellas Alba, Paula | Mestra krausista, feminista                                                         | 1874 - 1940                                 | 161   | 4027 |
| Cano Royo, Dolores | Comare                                                                              | març de 1858 - abril de 1925                | 162   | 1268 |
| Canyà Martí, Llucieta | Poetessa, assagista, comediògrafa                                                   | gener de 1901 - 1980                        | 163   | 62   |
| Canyelles, Jerònima; «Jerònima de Colom, Jerònima Canyelles de Colom»                                                                  | Burgesa                                                                             | 1550 circa - febrer de 1613                 | 164   | 2011 |
| Capdevila d'Oriola, Maria Montserrat; «Maria Capdevila d'Oriola»                                                                       | Matemàtica, astrònoma                                                               | agost de 1905 - octubre de 1993             | 165   | 4032 |
| Capmany Farnés, Maria Aurèlia | Intel·lectual, escriptora, feminista                                                | agost de 1918 - octubre de 1991             | 166   | 165  |
| Capsir Vidal, Mercè | Soprano                                                                             | juliol de 1895 - març de 1969               | 167   | 383  |
| Carbonell Sánchez, María | Pedagoga                                                                            | abril de 1852 - agost de 1926               | 168   | 858  |
| Cardona Florit, Maria Àngels | Biòloga, ecologista, botànica                                                       | octubre de 1940 - desembre de 1991          | 169   | 1940 |
| Cardona i Manrique de Lara, Joana Folc de                                                                                              | Duquessa de Cardona                                                                 | 1500 circa - agost de 1564                  | 170   | 4081 |
| Cardús Malagarriga, Roser | Novel·lista, traductora                                                             | 1921 - novembre de 1974                     | 171   | 190  |
| Carles Tolrà, Emilia; «Viuda Tolrà» | Empresària, benefactora                                                             | octubre de 1848 - març de 1915              | 172   | 2025 |
| Caro Sureda, María Pascuala | Doctora en filosofia                                                                | juliol de 1768 - desembre de 1827           | 173   | 255  |
| Carpena Amat, Josefa; «Pepita Carpena Amat»                                                                                            | Anarquista, feminista                                                               | desembre de 1919 - juny de 2005             | 174   | 4029 |
| Carrera, Andreua Avelina | Soprano operística                                                                  | gener de 1871 - febrer de 1939              | 175   | 368  |
| Carreras Pau, M. Concepció | Escriptora, música                                                                  | desembre de 1893 - setembre de 1961         | 176   | 56   |
| Carreras Taurà, Adela; «Adelita del Campo»                                                                                             | Ballarina, periodista                                                               | 1916 - 1999                                 | 177   | 966  |
| Carròs i de Mur, Estefania | Educadora                                                                           | 1455 circa - març de 1511                   | 178   | 450  |
| Carròs i de Centelles, Violant | Comtessa de Quirra                                                                  | 1456 circa - 1511 circa                     | 179   | 4043 |
| Casagemas Coll, Lluïsa | Compositora                                                                         | desembre de 1873 - s. XX                    | 180   | 614  |
| Casalduch Muñoz, Violant de; «Iolanda de Casalduch»                                                                                    | Noble, repobladora                                                                  | s. XVI - 1613                               | 181   | 1017 |
| Casals Mirambell, Caterina; «Caterina Mirambell»                                                                                       | Actriu                                                                              | 1822 - gener de 1888                        | 182   | 1029 |
| Casas Baqué, Montserrat; «Elena Jordi»                                                                                                 | Actriu, empresària teatral                                                          | 1882 - 1945                                 | 183   | 1047 |
| Casas Sicart, Creu; «Cruz Casas de Puig»                                                                                               | Farmacèutica, catedràtica de botànica                                               | abril de 1913 - maig de 2007                | 184   | 4041 |
| Castellanos, María Luisa; «María-Luisa»                                                                                                | Periodista, feminista                                                               | s. XIX - s. XX                              | 185   | 869  |
| Castellfort Vila, Rosa | Atleta                                                                              | 1910 - 2009                                 | 186   | 156  |
| Castells Ballespí, Martina | Doctora en Medicina                                                                 | juliol de 1852 - gener de 1884              | 187   | 756  |
| Castellví Gordon, Isabel Maria del Carme; «Comtessa de Castellà»                                                                       | Poetessa, conferenciant                                                             | 1867 - maig de 1949                         | 188   | 32   |
| Castellví, Otilia | Militant del POUM, costurera                                                        | 1917 - 2001                                 | 189   | 4058 |
| Castre - Pinós de So, Joana de; «Vescomtessa de Rocabertí»                                                                             | Noble                                                                               | 1430 circa - 1480                           | 190   | 2050 |
| Caubet González, Remígia | Escultora                                                                           | 1919 - 1997                                 | 191   | 216  |
| Cerdà Bosch, Clotilde; «Esmeralda Cervantes»                                                                                           | Arpista, compositora                                                                | juny de 1862 - 1926                         | 192   | 409  |
| Cervera, Luisa | Lliurepensadora, poetessa                                                           | 1848 - febrer de 1924                       | 193   | 830  |
| Chacón Lausaca, Emma | Compositora, pianista                                                               | octubre de 1886 - agost de 1972             | 194   | 617  |
| Chalmeta, Micaela; «Amparo Martí» | Cooperativista, socialista, feminista                                               | s. XIX - s. XX                              | 195   | 169  |
| Chirivella Marin, Ascensión | Advocada                                                                            | 1893 - 1980                                 | 196   | 864  |
| Chopitea de Villota, Dorotea de | Promotora d'obres socials i religioses                                              | juny de 1816 - abril de 1891                | 197   | 2024 |
| Cifre, Elisabet | Beguina                                                                             | 1467 - 1542                                 | 198   | 254  |
| Cinca Pinós, Dolors | Professora universitària, traductora                                                | 1963 - 1999                                 | 199   | 192  |
| Cirer Carbonell, Francinaina; «Sa tia Xiroia, Francinaina de la Mare de Déu dels Dolors»                                               | Beata                                                                               | juny de 1781 - febrer de 1855               | 200   | 322  |
| Civit Llobera, Maria Tecla | Gestora, remeiera                                                                   | febrer de 1683 - 1761                       | 201   | 4044 |
| Claramunt Creus, Teresa | Dirigent anarconsindicalista, feminista                                             | juny de 1862 - abril de 1931                | 202   | 166  |
| Clavé, Àurea Rosa | Directora de cor, pianista, compositora                                             | setembre de 1856 - febrer de 1940           | 203   | 616  |
| Climent, Dolores | Política                                                                            | 1880 circa - s. XX                          | 204   | 1245 |
| Climent, Mercè; «Mercedes Climent de Padilla»                                                                                          | Mestra                                                                              | s. XIX - s. XX                              | 205   | 1206 |
| Codina Arnau, Dolors | Alcaldessa                                                                          | 1878 - 1944                                 | 206   | 1104 |
| Codines, Gueraula de; «Geralda» | Guaridora                                                                           | 1275 circa - 1340 circa                     | 207   | 4074 |
| Colom Bernat, Rosa | Política, líder d'ERC                                                               | 1909 - juliol de 1987                       | 208   | 267  |
| Colomer Luque, Mari Pepa | Aviadora                                                                            | 1913 - maig de 2004                         | 209   | 142  |
| Comas Camps, Aina | Mestra                                                                              | agost de 1894 - febrer de 1986              | 210   | 299  |
| Comas Camps, Margalida | Biòloga, pedagoga                                                                   | novembre de 1892 - agost de 1973            | 211   | 234  |
| Condeminas Soler, Teresa | Pintora classicista-noucentista                                                     | febrer de 1905 - gener de 2002              | 212   | 691  |
| Conesa González, Mercè | Periodista, feminista                                                               | abril de 1953 - febrer de 2009              | 213   | 4000 |
| Coranty Llurià, Emília; «Emília Coranty de Guasch»                                                                                     | Pintora, professora de dibuix                                                       | 1862 - febrer de 1944                       | 214   | 692  |
| Coromina Agustí, Caterina | Fundadora de les Germanes Josefines de la Caritat                                   | 1824 - 1893                                 | 215   | 2052 |
| Corominas Vila, Montserrat | Esquiadora                                                                          | 1929 - 1995                                 | 216   | 152  |
| Cortés Lledó, Carme; «Carme Cortés d'Aguadé»                                                                                           | Pintora                                                                             | 1892 - març de 1979                         | 217   | 693  |
| Cortès, Maria Ignàsia; «Una Floreta»                                                                                                   | Poetessa                                                                            | 1863 circa - s. XX                          | 218   | 4024 |
| Creixells Valls, Rosa | Puntaire                                                                            | 1840 - s. XX                                | 219   | 2033 |
| Crespo, Carme | Esportista, miliciana                                                               | 1916 - 1936                                 | 220   | 5003 |
| Dalmau Falç, Lluïsa | Abadessa de Vallbona                                                                | 1774 - 1853                                 | 221   | 2019 |
| Delgado Pineda, Guadalupe | Inspectora d'ensenyament                                                            | s. XIX - s. XX                              | 222   | 967  |
| Delmàs Ferreri, Maria Mercè | Dirigent catòlica                                                                   | 1909 - 1995                                 | 223   | 1110 |
| Desvalls Vergós, Manuela; «Emanuela»                                                                                                   | Religiosa, austriacista                                                             | s. XVII - març de 1743                      | 224   | 2031 |
| Díaz-Plaja Contestí, Aurora | Bibliotecària, escriptora, traductora                                               | agost de 1913 - novembre de 2003            | 225   | 2044 |
| Dolcet Martí, Rosario | Teixidora, anarcosindicalista                                                       | febrer de 1881 - octubre de 1977            | 226   | 4065 |
| Domènech Escoté, Maria; «Maria Domènech de Cañellas»                                                                                   | Novel·lista, poetessa, sociòloga                                                    | agost de 1874 - gener de 1952               | 227   | 37   |
| Domenge, Anna | Beata, terciària                                                                    | 1570 - 1619 circa                           | 228   | 495  |
| Domingo Soler, Amalia | Escriptora, espiritista, feminista                                                  | novembre de 1835 - abril de 1909            | 229   | 4051 |
| Domínguez Alaya, Natividad; «Natividad Domínguez de Roger»                                                                             | Mestra, política                                                                    | setembre de 1888 - gener de 1932            | 230   | 873  |
| Dot Prat, Rosa | Mestressa de casa                                                                   | agost de 1769 - 1841                        | 231   | 484  |
| Durany Vives, Carlota | Secretària, militant del POUM                                                       | 1900 - 1945                                 | 232   | 4063 |
| Edo Vallés, Ángela | Escriptora                                                                          | agost de 1903 - juny de 1991                | 233   | 1291 |
| Egual Miguel, María; «Ana Maria Josepa Dorotea Egual i Miguel, Marquesa de Castellfort»                                                | Poetessa                                                                            | febrer de 1655 - abril de 1735              | 234   | 9    |
| Esteve Pérez, Àngela; «Angelita» | Infermera, carlina, humanitària                                                     | maig de 1912 - 1998                         | 235   | 4009 |
| Estivill Enríquez, Rosa; «Lluïsa Estivill»                                                                                             | Fundadora de les filles de la Caritat de Reus, rebel                                | febrer de 1809 - novembre de 1879           | 236   | 2020 |
| Estorach Esterri, Soledad | Lluitadora anarquista                                                               | febrer de 1915 - març de 1993               | 237   | 2036 |
| Estruch Espinós, Rosa | Alcaldessa                                                                          | 1915 - juny de 1978                         | 238   | 848  |
| Falguera Pastor, Josepa | Burgesa, propietària                                                                | 1794 - agost de 1881                        | 239   | 2023 |
| Farga Pellicer, Onía | Pianista, violinista, compositora                                                   | novembre de 1882 - 1936                     | 240   | 621  |
| Fenollosa Peris, Amalia Juana María | Novel·lista, poetessa, romàntica                                                    | febrer de 1825 - maig de 1869               | 241   | 829  |
| Fernández Erenchun, María del Rosario                                                                                                  | Professora de matemàtiques                                                          | octubre de 1880 - s. XX                     | 242   | 1274 |
| Ferrándiz Castells, Francesca; «Paquita Ferràndiz»                                                                                     | Actriu teatral                                                                      | maig de 1921 - gener de 1996                | 243   | 1048 |
| Ferré Gomis, Adelaida; «Adelaida Ferré Ruiz de Narváez»                                                                                | Puntaire, mestra, historiadora                                                      | febrer de 1881 - març de 1955               | 244   | 4069 |
| Ferrer Giner, Isabel; «Isabel, María, Benita, Ramona, Eugenia, Susana, Joaquina, Josefa, Margarita, Magdalena y Antonia Ferrer Giner » | Noble, benefactora                                                                  | 1736 - 1794 circa                           | 245   | 1016 |
| Ferrer Ribot, Eulàlia; «Eulàlia Brusi»                                                                                                 | Impressora                                                                          | novembre de 1776 - 1850 circa               | 246   | 2022 |
| Ferrer, Elisabet ; «Isabel Roser, Elisabet Ferer de Roser»                                                                             | Seguidora d'Ignasi de Loyola                                                        | s. XV - 1556 circa                          | 247   | 493  |
| Ferrer Sensat, Angeleta | Mestra, pedagoga, naturalista                                                       | maig de 1904 - novembre de 1992             | 248   | 1211 |
| Ferrer Saldaña, Victorina; «Victorina Ferrer Saldaña de Corrons»                                                                       | Poetessa, feminista                                                                 | 1847 - s. XX                                | 249   | 268  |
| Ferrer Sánchez, Consuelo | Pintora                                                                             | 1912 - 2000                                 | 250   | 1323 |
| Ferrés Puig, Maria; «Maria Freser o MF o Mari-Clo o Senyora Homs»                                                                      | Dibuixant, aquarel·lista                                                            | 1874 - 1964                                 | 251   | 695  |
| Ferriz Aguilar, Angelina | Obrera, llibertària, sindicalista                                                   | 1919 - 2001 circa                           | 252   | 834  |
| Fiveller de Clasquerí i de Bru, Maria Francesca                                                                                        | Muller del virrei Manuel d'Amat i Junyent                                           | 1756 circa - octubre de 1791                | 253   | 2012 |
| Flaquer, Catalina; «Na Catalina Torreta»                                                                                               | Activista política                                                                  | s. XIX - gener de 1937                      | 254   | 325  |
| Florit Anglada, Margarita | Mestra, pedagoga                                                                    | febrer de 1887 - març de 1956               | 255   | 289  |
| Forteza-Maura Cortès, Maria Bonaventura                                                                                                | Empresària de negocis marítims                                                      | novembre de 1826 - setembre de 1917         | 256   | 357  |
| Fortí, Romia ; «Romia, vídua de Guillem Ram»                                                                                           | Sedera                                                                              | 1270 circa - 1331 circa                     | 257   | 2064 |
| Francés de la Campa, Juana | Pintora                                                                             | 1924 - 1990                                 | 258   | 972  |
| Frau Julià, Dolors | Mezzosoprano                                                                        | 1882 - 1964                                 | 259   | 372  |
| Freixas Cruells, Narcisa | Pintora, compositora, pedagoga musical                                              | desembre de 1859 - desembre de 1926         | 260   | 624  |
| Galés, Jerònima | Impressora                                                                          | s. XVI - 1587                               | 261   | 4037 |
| Galí Mallofré, Gertrudis | Polifacètica, escultora, exiliada                                                   | desembre de 1912 - febrer de 1998           | 262   | 696  |
| Gallifa Palmarola, Teresa | Fundadora de les Serventes de la Passió                                             | juny de 1850 - març de 1907                 | 263   | 2053 |
| Gallinat Roman, Enriqueta | Militant d'ERC, feminista                                                           | juliol de 1909 - juliol de 2006             | 264   | 2042 |
| Gamundí, Joana | Mestra del jardí d'infància de la Institució Mallorquina d'Ensenyament              | s. XIX - s. XX                              | 265   | 296  |
| Gaos González-Pola, Dolores; «Lola Gaos»                                                                                               | Actriu exiliada                                                                     | desembre de 1921 - juliol de 1993           | 266   | 905  |
| García Guardiola, Consuelo; «Gracián»                                                                                                  | Periodista, escriptora                                                              | gener de 1898 - 1983                        | 267   | 1309 |
| García Bravo, Magdalena | Escriptora                                                                          | novembre de 1862 - març de 1891             | 268   | 1290 |
| García Agulló, Rita | Dirigent socialista                                                                 | 1899 - gener de 1986                        | 269   | 974  |
| García Santos, Carmen | Socialista                                                                          | juny de 1936 - setembre de 2008             | 270   | 976  |
| García Luquero, Manuela | Inspectora d'Ensenyament Primari                                                    | 1800 - s. XX                                | 271   | 975  |
| García Moyón, Carmen | Activista carlina                                                                   | setembre de 1888 - gener de 1937            | 272   | 4012 |
| García Banus, Maria Teresa | Editora, comunista                                                                  | 1895 - 1989                                 | 273   | 4064 |
| García-Trejo del Campo, Catalina | Professora, regidora                                                                | juny de 1870 - s. XX                        | 274   | 860  |
| Garret Puigserver, Margarida | Mística                                                                             | s. XVI - desembre de 1597                   | 275   | 504  |
| Garriga Martín, Àngels; «Àngels Garriga de Mata»                                                                                       | Mestra, escriptora                                                                  | octubre de 1898 - febrer de 1967            | 276   | 1212 |
| Garriga Cabrero, Montserrat | Botànica                                                                            | 1865 - 1956                                 | 277   | 4031 |
| Gasset Solis, Concepción | Activista política                                                                  | s. XIX - s. XX                              | 278   | 1313 |
| Gassol, Joana; «Joana Bardaixí» | Vídua, noble                                                                        | 1593 - 1602                                 | 279   | 4045 |
| Gavaldà Simó, Maria del Socors Antònia; «Maria Antònia de l'Esperit Sant»                                                              | Religiosa                                                                           | juny de 1699 - abril de 1723                | 280   | 571  |
| Gibert Perotti, M. Teresa | Periodista, política                                                                | 1904 - 1990                                 | 281   | 671  |
| Giménez Selma, Teresa | Obrera                                                                              | 1898 - s. XX                                | 282   | 1250 |
| Giménez, Gaiatana Alberta; «Madre Alberta»                                                                                             | Mestra, religiosa, fundadora de les Religioses Puresa de Maria                      | agost de 1837 - desembre de 1922            | 283   | 319  |
| Gimeno Presencia, Carmen; «La Venus Valenciana»                                                                                        | Vedet                                                                               | 1912 - juliol de 1935                       | 284   | 872  |
| Giner Martínez, Rosa | Política, feminista                                                                 | s. XX - s. XX                               | 285   | 1252 |
| Giner, Teresa | Activista política                                                                  | s. XIX - s. XX                              | 286   | 1244 |
| Ginot Riera, Concepció | Pianista, compositora                                                               | abril de 1858 - 1934                        | 287   | 626  |
| Givanel Pasqual, Johanna | Traductora                                                                          | 1907 - 1989                                 | 288   | 195  |
| Goetz Maurez, Julia | Professora                                                                          | s. XIX - setembre de 1930                   | 289   | 979  |
| Goicoechea Rechama, Maite L. de | Periodista, feminista                                                               | 1946 - desembre de 1994                     | 290   | 683  |
| Goicoechea Mayayo, Justa | Militant d'ERC, regidora municipal                                                  | setembre de 1896 - novembre de 1973         | 291   | 5011 |
| Gómez Serra, Quitèria Hermínia; «Hermínia Gómez, Elena Serra, El rossinyol d'Almassora, La Spagnoletta»                                | Cantant d'òpera                                                                     | març de 1891 - octubre de 1977              | 292   | 1276 |
| Gómez-Tortosa Navarro, Luisa | Dirigent d'Acció Catòlica                                                           | 1892 - 1986                                 | 293   | 980  |
| González Maluquer, Concepció; «Concepció G. Maluquer»                                                                                  | Poetessa, narradora, novel·lista                                                    | 1914 - abril de 2004                        | 294   | 1133 |
| González González, Aurita | Religiosa, compromesa socialment                                                    | 1926 - 2003                                 | 295   | 981  |
| González Ciprés, Florentina | Psicòloga, republicana, exiliada                                                    | desembre de 1904 - s. XX                    | 296   | 773  |
| Gonzàlez Cubertorer, Assumpta | Escriptora                                                                          | febrer de 1917 - desembre de 2003           | 297   | 93   |
| Gonzàlez Palau, Matilde; «Matilde Llòria»                                                                                              | Escriptora                                                                          | octubre de 1912 - maig de 2002              | 298   | 86   |
| González Puig, Esperança; «Mare Esperança»                                                                                             | Fundadora de les Missioneres Esclaves de l'Immaculat Cor de Maria                   | maig de 1823 - agost de 1885                | 299   | 1125 |
| Grau Aymà, Hermínia | Historiadora, traductora                                                            | 1897 - 1982                                 | 300   | 196  |
| Grau Sanjuán, Magdalena | Mestressa de casa, activista catòlica                                               | 1884 - s. XX                                | 301   | 1260 |
| Graupera, Àngela | Escriptora, conferenciant, infermera                                                | 1890 circa - 1930 circa                     | 302   | 4049 |
| Guarch Folch, Francisca; «l'heroïna de Castellfort»                                                                                    | Guerrillera voluntària carlina                                                      | 1857 - 1903                                 | 303   | 1262 |
| Guàrdia i de Cervera, Gueralda de; «Gueralda de Cervera»                                                                               | Priora d'Alguaire                                                                   | s. XIII - 1285                              | 304   | 1126 |
| Guasch Darné, Carme | Poetessa, novel·lista, professora de secundària                                     | octubre de 1928 - agost de 1998             | 305   | 104  |
| Gutiérrez Larraya, Aurora | Puntaire, projectista de puntes, mestra                                             | 1880 circa - 1920                           | 306   | 4068 |
| Güell López, Isabel | Marquesa de Castelldosrius                                                          | novembre de 1872 - maig de 1956             | 307   | 627  |
| Güell López, Maria Lluïsa | Noble, pintora, pianista                                                            | 1874 circa - maig de 1933                   | 308   | 699  |
| Hammerl, Clara | Directora finançera                                                                 | 1860 circa - s. XX                          | 309   | 294  |
| Haro de Arellano, Carmen | Feminista                                                                           | 1847 circa - s. XX                          | 310   | 1266 |
| Herreros Sorà, Manuela de los | Escriptora, administradora                                                          | juny de 1845 - abril de 1911                | 311   | 265  |
| Huguet Salat, Josefina | Soprano coloratura                                                                  | 1871 - 1950 circa                           | 312   | 630  |
| Humbert Villalonga, Magdalena | Mestra                                                                              | octubre de 1880 - 1965                      | 313   | 298  |
| Ibáñez Lagarda, Amparo | Professora d´Escola Normal Femenina                                                 | novembre de 1882 - s. XX                    | 314   | 1257 |
| Ibars Ibars, Ana Maria; «Maria Ibars»                                                                                                  | Mestra, escriptora                                                                  | febrer de 1892 - gener de 1965              | 315   | 53   |
| Iborra García, Matilde | Dirigent d'Unió Republicana                                                         | 1899 circa - gener de 1975 circa            | 316   | 982  |
| Inglès, Pepita | Miliciana                                                                           | 1910 circa - 1937                           | 317   | 5002 |
| Irulegui Galindo, Elvira de | Propietària, presidenta de la Creu Roja de Castelló                                 | 1845 - s. XX                                | 318   | 1269 |
| Iturbe Arizcuren, Dolores; «Lola, Kyralina, Libertad»                                                                                  | Lluitadora anarquista                                                               | agost de 1902 - gener de 1990               | 319   | 2035 |
| Jacquinet, Clemencia | Pedagoga racionalista, directora de l'Escola Moderna                                | 1865 circa - s. XX                          | 320   | 4050 |
| Janer Cabanyes, Manuela | Comerciant, propietària                                                             | 1696 - 1760                                 | 321   | 2021 |
| Janer Anglarill, Anna Maria; «Mare Janer»                                                                                              | Fundadora de les Germanes de la Sagrada Família d'Urgell                            | desembre de 1800 - gener de 1885            | 322   | 1128 |
| Janer i Milà de la Roca, Àngels | Fundadora de congregació humanitària Àngels de la Caritat                           | 1864 - 1945                                 | 323   | 4014 |
| Jaquetti Isant, Palmira | Poetessa, compositora, folklorista                                                  | 1895 - maig de 1963                         | 324   | 57   |
| Jaume Carbó, Joaquima; «Quima Jaume»                                                                                                   | Poetessa, assagista                                                                 | abril de 1934 - gener de 1993               | 325   | 105  |
| Jimeno Gargallo, Cándida | Professora, regidora                                                                | setembre de 1875 - s. XX                    | 326   | 983  |
| Joanes, Dorotea i Margarita | Pintores, filles de Joan de Joanes                                                  | s. XVI - 1609                               | 327   | 825  |
| Jolís Oliver, Isabel | Impressora, gravadora                                                               | 1682 - 1770                                 | 328   | 508  |
| Jornet i Ibars, Teresa; «Mare Teresa de Jesús»                                                                                         | Santa, fundadora de les Germanetes dels ancians desemparats                         | gener de 1843 - agost de 1897               | 329   | 2017 |
| Josa, Isabel de ; «Isabel d'Orrit» | Humanista, protectora d'Ignasi de Loiola                                            | s. XVI - 1570                               | 330   | 566  |
| Jover Velasco, Amèlia | Llibertària, sindicalista, política                                                 | desembre de 1910 - setembre de 1997         | 331   | 835  |
| Juan Mas, Carmen | Miliciana                                                                           | 1900 circa - s. XX                          | 332   | 984  |
| Just, Elena | Lliurepensadora, republicana blasquista                                             | 1873 - s. XX                                | 333   | 831  |
| Justafré, Lucie; «Lucette Pla-Justafré »                                                                                               | Mestra, política                                                                    | 1913 - 2000                                 | 334   | 2061 |
| Kaar Alfonsetti, Carme; «L'Escardot, Xènia»                                                                                            | Periodista, escriptora, musicòloga                                                  | març de 1865 - desembre de 1943             | 335   | 1308 |
| Lafitte Masjoan, Dolors; «Maria Lafitte (des de 1996)»                                                                                 | Cantant, trobadora                                                                  | 1949 - febrer de 2008                       | 336   | 5004 |
| Lara Sánchez, Angustias; «Maruja Lara»                                                                                                 | Llibertària, feminista, sindicalista                                                | setembre de 1917 - 2003 circa               | 337   | 838  |
| Larraga, Josefa María | Pintora                                                                             | 1700 - 1728 circa                           | 338   | 827  |
| Larrocha de la Calle, Alicia de | Pianista, professora de piano                                                       | maig de 1923 - novembre de 2009             | 339   | 4077 |
| Lavinya Carreras, Rosa | Militant anarquista, costurera                                                      | gener de 1918 - 2009 circa                  | 340   | 4048 |
| Lawrence, Esylt T. | Periodista, assagista, traductora                                                   | 1917 - 1995                                 | 341   | 197  |
| Leveroni Valls, Rosa | Poetessa, prosista, traductora                                                      | abril de 1910 - agost de 1985               | 342   | 82   |
| Lewi, Elvira Augusta | Escriptora, periodista                                                              | 1910 - 1970 circa                           | 343   | 85   |
| Llabrés Piris, Catalina | Farmacèutica                                                                        | març de 1901 - 1983                         | 344   | 243  |
| Llaneza Alcalde, Pilar | Comunista, activista política                                                       | gener de 1913 - gener de 1983               | 345   | 913  |
| Lledó Alarcón, Asunción | Obrera republicana                                                                  | s. XIX - juliol de 1927                     | 346   | 986  |
| Llimona Raymat, Mercè | Il·lustradora de llibres infantils                                                  | abril de 1914 - novembre de 1997            | 347   | 701  |
| Llobera Llompart, Margalida; «Margaluz»                                                                                                | Actriu, ballarina, cantant                                                          | 1939 - gener de 2006                        | 348   | 226  |
| Llong, Maria Llorença; «Maria Llorença Requesens, Maria Longo»                                                                         | Fundadora de les Clarisses Caputxines                                               | 1463 - desembre de 1542                     | 349   | 486  |
| Llorca Vilaplana, Carmen | Diputada a Corts i al Parlament Europeu                                             | 1921 - 1998                                 | 350   | 987  |
| Llorens Carreres, Sara | Mestra, escriptora, folklorista                                                     | novembre de 1881 - abril de 1954            | 351   | 636  |
| Llorente Escarpanté, Concepció | Actriu                                                                              | 1867 - 1919                                 | 352   | 1027 |
| Lloret Ortiz, Rosa | Guitarrista                                                                         | maig de 1909 - s. XX                        | 353   | 414  |
| Llull Sabastida, Caterina | Mercadera                                                                           | s. XV - s. XV                               | 354   | 577  |
| López García, Victoria de los Ángeles; «Victòria dels Àngels»                                                                          | Soprano                                                                             | novembre de 1923 - gener de 2005            | 355   | 387  |
| López Sanmartín, Josefina | Política                                                                            | febrer de 1919 - gener de 1989              | 356   | 1314 |
| López de Ayala Molero, Ángeles | Escriptora, lliurepensadora, espiritista, maçona                                    | setembre de 1856 - gener de 1926            | 357   | 4052 |
| Lozoya Lag, Gregoria | Dirigent comunista                                                                  | 1901 circa - s. XX                          | 358   | 988  |
| Luque Albalá, Manolita | Dirigent política republicana, compromesa socialment                                | s. XX - s. XX                               | 359   | 989  |
| Madriguera Rodon, Francesca ; «Paquita»                                                                                                | Pianista, compositora                                                               | novembre de 1900 - novembre de 1965         | 360   | 638  |
| Madroñal Iglesias, Teófila | Miliciana, infermera                                                                | 1905 - 1990                                 | 361   | 990  |
| Majoral, Maria | Trementinaire                                                                       | 1886 - 1970 circa                           | 362   | 4056 |
| Malagarriga Armart, Elvira; «Elvira Malagarriga Ormart»                                                                                | Pintora                                                                             | 1886 - s. XX                                | 363   | 4007 |
| Mañé Miravet, Teresa; «Soledad Gustavo, Aurora Vilanova»                                                                               | Pedagoga, editora, anarquista                                                       | novembre de 1865 - febrer de 1939           | 364   | 1214 |
| Manlleu, Esteveta; «muller de Ramon de Manlleu»                                                                                        | Mestressa de casa                                                                   | s. XIV - s. XV                              | 365   | 547  |
| Manonelles Riera, Maria | Activista política i sindical                                                       | 1913 - 2004                                 | 366   | 4001 |
| Marçal Serra, Maria Mercè | Poetessa, traductora, professora                                                    | novembre de 1952 - juliol de 1998           | 367   | 1134 |
| March Almenara, Blanquina | Mare de Joan Lluís Vives                                                            | 1473 - 1508                                 | 368   | 821  |
| Margarit Requesens, Beatriu | Religiosa, exclaustrada                                                             | s. XVI - 1552                               | 369   | 557  |
| Marín, Maria | Mestra racionalista                                                                 | 1860 circa - 1930 circa                     | 370   | 4046 |
| Marqués López, Francisca; «Raquel Meller»                                                                                              | Cupletista, actriu                                                                  | març de 1888 - juliol de 1962               | 371   | 392  |
| Marqués Mayol, Jéanne | Republicana, empresària                                                             | 1914 circa - juliol de 2006                 | 372   | 356  |
| Marsal Santamaría, Genoveva | Republicana                                                                         | gener de 1896 - octubre de 1932             | 373   | 1312 |
| Martí Nebot, Vicenta | Miliciana anarquista                                                                | 1919 - s. XX                                | 374   | 1254 |
| Martí Galí, Maria Àngela | Impressora                                                                          | s. XVIII - s. XVIII                         | 375   | 4035 |
| Martínez Sagí, Anna Maria | Periodista, poetessa, esportista                                                    | febrer de 1907 - gener de 2000              | 376   | 676  |
| Martínez García, Soledad | Pintora                                                                             | 1901 - 1996                                 | 377   | 702  |
| Martínez, Carmen | Cigarrera, sindicalista                                                             | s. XIX - s. XX                              | 378   | 991  |
| Martínez Iborra, Ana-Matilde | Professora, exiliada                                                                | 1910 circa - 1990 circa                     | 379   | 917  |
| Martínez Blaya, Isabel | Feminista, miliciana antifeixista                                                   | 1914 - s. XX                                | 380   | 4094 |
| Martínez Civera, Empar-Beatriu; «Beatriu Civera»                                                                                       | Escriptora                                                                          | juliol de 1914 - juliol de 1995             | 381   | 87   |
| Martínez Abelló, Maria ; «Madama Abelló»                                                                                               | «Salonière», escriptora il·lustrada                                                 | 1700 circa - 1815 circa                     | 382   | 509  |
| Martínez, Angelina; «Angelina Martínez Lafuente»                                                                                       | Autora de teatre, poetessa                                                          | 1840 circa - s. XX                          | 383   | 4022 |
| Martínez Caballer, Josepa; «La Caballera»                                                                                              | Activista carlina                                                                   | 1875 - setembre de 1936                     | 384   | 4010 |
| Marzal Soriano, Magdalena | Mestra                                                                              | novembre de 1912 - s. XX                    | 385   | 868  |
| Mas Mallén, Rosa | Violinista, compositora                                                             | 1916 - desembre de 1988                     | 386   | 640  |
| Mas, Rita; «La Rulla» | Activista popular                                                                   | 1865 - s. XX                                | 387   | 833  |
| Mas Llach, Teresa; «Teresa Nadal, vda.»                                                                                                | Impressora                                                                          | s. XVIII - 1790                             | 388   | 4036 |
| Mas Pujol, Margarida Beneta; «Anna Maria del Santíssim Sacrament»                                                                      | Religiosa, mística                                                                  | 1649 - 1700                                 | 389   | 320  |
| Mas Porcell, Caterina | Soprano operística                                                                  | 1815 circa - 1887                           | 390   | 639  |
| Maseras Ribera, Maria Elena | Metgessa, mestra                                                                    | maig de 1853 - desembre de 1905             | 391   | 758  |
| Masía Enebra, Esperanza | Comunista, exiliada                                                                 | desembre de 1900 - gener de 2001            | 392   | 994  |
| Maspons Labrós, Maria del Pilar; «Maria de Bell-lloch»                                                                                 | Escriptora, folklorista                                                             | desembre de 1841 - gener de 1907            | 393   | 18   |
| Massanés Dalmau, Maria Josepa | Escriptora, poetessa                                                                | març de 1811 - juliol de 1887               | 394   | 11   |
| Mata Garriga, Marta | Pedagoga, política                                                                  | juny de 1926 - juny de 2006                 | 395   | 1216 |
| Matas Aurigemma, Carme | Pianista, professora                                                                | octubre de 1869 - maig de 1943              | 396   | 641  |
| Mateo de Alonso, Aurelia | Escriptora, poetessa, maçona                                                        | 1851 circa - s. XX                          | 397   | 1267 |
| Matheu Sadó, Roser | Escriptora                                                                          | maig de 1892 - desembre de 1985             | 398   | 46   |
| Mauri Segura, Rosa; «Roseta Mauri» | Ballarina clàssica, model                                                           | setembre de 1849 - desembre de 1923         | 399   | 2028 |
| Mayol Colom, Maria | Escriptora, activista, pedagoga                                                     | octubre de 1883 - desembre de 1959          | 400   | 323  |
| Mecha Campello, Antonia | Militant comunista                                                                  | 1915 - desembre de 2005                     | 401   | 4099 |
| Medrano Aranda, Balbina (Guillermina); «Guillermina Medrano Supervia; Guillermina Supervia»                                            | Mestra, primera regidora de l'Ajuntament de València                                | desembre de 1912 - setembre de 2005         | 402   | 855  |
| Melendo Alonso, Felisa | Dirigent comunista                                                                  | 1916 circa - 1999 circa                     | 403   | 995  |
| Mena, Carlota de | Actriu                                                                              | 1845 - desembre de 1902                     | 404   | 1028 |
| Mendoza, Mencía de | Virreina de València                                                                | 1508 - 1554                                 | 405   | 823  |
| Mercadal Pons, Maria | Cantant, divulgadora de l'educació musical                                          | 1874 - 1969                                 | 406   | 284  |
| Mesa Delgado, Isabel; «Carmen Delgado Palomares, Carmen Mesa»                                                                          | Obrera sindicalista, anarquista                                                     | desembre de 1913 - febrer de 2002           | 407   | 844  |
| Mesquida Massutí, Catalina; «Sa Mestra Mesquida»                                                                                       | Mestra                                                                              | 1857 circa - 1907 circa                     | 408   | 293  |
| Mezquita Almer, Anna Rebeca | Escriptora                                                                          | octubre de 1890 - octubre de 1970           | 409   | 50   |
| Miñana Román, Gloria | Pediatra                                                                            | març de 1913 - agost de 1991                | 410   | 5000 |
| Mir March, Teresa | Escriptora mística                                                                  | s. XVII - 1752 circa                        | 411   | 5012 |
| Miret Soler, Emília | Pianista, compositora                                                               | 1892 circa - s. XX                          | 412   | 642  |
| Miró Comas, Maria Nieves | Jurista, advocada                                                                   | desembre de 1907 - 1965                     | 413   | 1066 |
| Molina Beneyto, Pilar | Directora de documentals, escriptora, llibertària                                   | abril de 1949 - febrer de 2008              | 414   | 5005 |
| Monfort Ribalta, Rosa; «Rosita» | Actriu, cantant                                                                     | gener de 1920 - gener de 2004               | 415   | 1281 |
| Monner, Anna | Actriu                                                                              | 1850 - 1914                                 | 416   | 1030 |
| Monserdà i Vidal, Dolors; «Dolors Monserdà de Macià»                                                                                   | Escriptora, activista social                                                        | juliol de 1845 - març de 1919               | 417   | 180  |
| Montagne Roux, Carolina | Modista                                                                             | 1858 - 1925 circa                           | 418   | 2027 |
| Montal Fornés, Paula | Fundadora de la congregació de les Filles de Maria de les Escoles Pies              | octubre de 1799 - febrer de 1889            | 419   | 2016 |
| Montaner Maturana, Pilar | Pintora                                                                             | abril de 1876 - setembre de 1961            | 420   | 213  |
| Montaner Arnau, Sofia | Trementinaire                                                                       | 1908 - 1996                                 | 421   | 4055 |
| Montcada de Vilaragut, Violant de | Abadessa de Pedralbes                                                               | 1440 circa - agost de 1514 circa            | 422   | 2006 |
| Montoriol Puig, Carme | Escriptora, traductora, concertista                                                 | 1893 - juliol de 1966                       | 423   | 43   |
| Montseny Mañé, Federica | Anarcosindicalista, ministra, escriptora                                            | febrer de 1905 - gener de 1994              | 424   | 181  |
| Monzó de Roca, Pilar | Escriptora, dramaturga                                                              | s. XIX - s. XX                              | 425   | 66   |
| Moragues Ginart, Marcel·lina; ««Àngela Robiol», «Una Selvatgina»»                                                                      | Escriptora                                                                          | 1855 - 1923                                 | 426   | 4023 |
| Morales Godoy, María Luz; «Felipe Centeno, Arial, Jorge Marineda »                                                                     | Periodista, escriptora                                                              | 1889 - 1980                                 | 427   | 679  |
| Morell, Juliana | Religiosa, humanista                                                                | febrer de 1594 - juny de 1653               | 428   | 475  |
| Morera Franco, Maria | Actriu teatral                                                                      | 1872 - 1954                                 | 429   | 1050 |
| Mulet, Maria | Escriptora                                                                          | 1930 - 1982                                 | 430   | 97   |
| Muñoz Cruilles de Casalduch, Mencía Micaela; «Mencía Micaela Casalduch Muñoz»                                                          | Noble                                                                               | 1658 - octubre de 1733                      | 431   | 1018 |
| Muñoz Raga, María Cora; «Cora Raga» | Artista mezzosoprano, música                                                        | gener de 1893 - 1980                        | 432   | 846  |
| Murià Romaní, Anna | Narradora, periodista, traductora                                                   | 1904 - 2002                                 | 433   | 674  |
| Murray, Margaret Alice | Arqueòloga                                                                          | juliol de 1863 - novembre de 1963           | 434   | 307  |
| Mut Mandilego, Maria | Pedagoga                                                                            | s. XIX - 1947                               | 435   | 291  |
| Navarro Giner, Empar | Mestra valencianista d'esquerres                                                    | novembre de 1900 - desembre de 1986         | 436   | 854  |
| Navarro de Alzamora Cabrera, Gertrudis de la Santíssima Trinitat                                                                       | Abadessa de Cocentaina                                                              | maig de 1660 - juny de 1734                 | 437   | 584  |
| Nicolau Masó, Maria del Carme; «Elsa Bernhard, Elisenda Mont-Clar -o Montclar-, Narcís Blau, Margarida Jordà, Florelle»                | Escriptora, periodista, traductora                                                  | 1901 - novembre de 1990                     | 438   | 77   |
| Noguer Rodríguez, María Luz | Mestra, simpatitzant del Partit Comunista                                           | febrer de 1920 - agost de 2005              | 439   | 923  |
| Noguera Puig, Maria | Esmaltadora, pintora                                                                | 1906 - 2002                                 | 440   | 704  |
| Noguera Valero, Carmen | Pintora                                                                             | 1907 - gener de 1974                        | 441   | 1321 |
| Nomdedéu, Maria | Dirigent anarcosindicalista                                                         | s. XX - s. XX                               | 442   | 999  |
| Novell Picó, Maria | Escriptora, professora, bibliotecària                                               | març de 1914 - febrer de 1969               | 443   | 2056 |
| Noya Casanovas, Emília | Mestra, política                                                                    | 1899 - desembre de 1987                     | 444   | 301  |
| Ocaña Sánchez, Concepción; «Igualdad Ocaña Sánchez»                                                                                    | Mestra racionalista                                                                 | setembre de 1912 - octubre de 1990          | 445   | 4059 |
| Ódena Garcia, Lina; «Paulina Ódena Garcia»                                                                                             | Política, miliciana comunista                                                       | 1911 - 1936                                 | 446   | 2040 |
| Opisso Sala, Regina | Periodista, escriptora, musicòloga                                                  | 1879 - 1965                                 | 447   | 684  |
| Pacs Quint, Agnès de; «Vídua daurada»                                                                                                  | Mecenes                                                                             | 1415 - 1485                                 | 448   | 2048 |
| Palau Vacarisas, Dolors | Periodista, feminista                                                               | març de 1948 - gener de 1991                | 449   | 678  |
| Palau Sotomayor, Maria; «Maria de la Concepció»                                                                                        | Priora de les Carmelites Descalces de Perpinyà, cronista                            | 1629 - abril de 1703                        | 450   | 572  |
| Pallardó, Concepció | Actriu                                                                              | s. XIX - s. XX                              | 451   | 1034 |
| Pareto Homs, Engràcia; «Graziela Pareto»                                                                                               | Soprano coloratura                                                                  | maig de 1889 - setembre de 1973             | 452   | 644  |
| Pascual Benigani, Enriqueta; «Enriqueta P. Benigani o Enriqueta Benigani»                                                              | Pintora                                                                             | 1905 - 1969                                 | 453   | 689  |
| Pascual de Sanjuán, Pilar | Mestra, escriptora                                                                  | octubre de 1827 - novembre de 1899          | 454   | 1221 |
| Pascual Flaquer, Antònia | Militant comunista                                                                  | 1911 circa - gener de 1937                  | 455   | 326  |
| Pascual Ferrandez, María | Catedràtica d'Institut                                                              | juny de 1901 - març de 1996                 | 456   | 5001 |
| Pastor Brotons, Josefa | Militant comunista                                                                  | 1900 circa - s. XX                          | 457   | 1001 |
| Pastor Martínez, Consol | Bibliotecària                                                                       | 1887 - 1973                                 | 458   | 2057 |
| Paulet, Josefina | Soprano, compositora                                                                | novembre de 1900 - s. XX                    | 459   | 645  |
| Payá Ibars, María Raquel | Pedagoga                                                                            | maig de 1918 - juny de 1972                 | 460   | 861  |
| Payá Mira, Carmen | Escriptora, pianista                                                                | 1917 - febrer de 1996                       | 461   | 1002 |
| Pelegrí Marimon, Maria Teresa | Compositora                                                                         | març de 1907 - març de 1995                 | 462   | 646  |
| Pelegrín Bañuls, Milagros | Política                                                                            | s. XX - s. XX                               | 463   | 1003 |
| Penya Nicolau, Victòria; «Victòria Penya d'Amer»                                                                                       | Poetessa                                                                            | març de 1827 - 1898                         | 464   | 263  |
| Pérez Peix, Maria; «Telur o Haydé de Telur»                                                                                            | Escultora noucentista                                                               | 1879 - 1972                                 | 465   | 705  |
| Pérez Rodriguez, María; «María Ecroyd»                                                                                                 | Activista política                                                                  | s. XIX - s. XX                              | 466   | 1247 |
| Pérez Mollá, Matilde | Política, alcaldessa                                                                | 1858 - 1936                                 | 467   | 1004 |
| Pérez Rivas, Concepción | Anarquista                                                                          | 1921 - s. XX                                | 468   | 1253 |
| Pérez Benavent, Pura | Militant anarquista                                                                 | juny de 1919 - octubre de 1995              | 469   | 4054 |
| Pérez Iborra, Montserrat | Empresària                                                                          | desembre de 1906 - desembre de 1981         | 470   | 4093 |
| Peris Calvet, Sara | Dirigent carlina                                                                    | s. XX - s. XX                               | 471   | 4008 |
| Peset Almela, Vicenta | Pintora                                                                             | 1899 - 1989                                 | 472   | 1298 |
| Pi Sanllehy, Balbina; «Margot, Libertad Caida»                                                                                         | Activista anarquista, teixidora                                                     | 1896 - juliol de 1973                       | 473   | 4062 |
| Pi Sunyer, Maria; «Roser de Lacosta»                                                                                                   | Escriptora, traductora                                                              | desembre de 1883 - novembre de 1912         | 474   | 48   |
| Pi Ferrer, Maria; «Maria Pi de Folch»                                                                                                  | Pedagoga, activista política, conferenciant, escriptora                             | 1884 - novembre de 1960                     | 475   | 4097 |
| Pi Brujas, Rosario; «Rizpay» | Directora-guionista, productora de cinema, pionera de la cinematografia catalana    | 1899 - 1967                                 | 476   | 5009 |
| Pichot Gironès, Maria; «Maria Gay» | Mezzosoprano                                                                        | juny de 1879 - juliol de 1943               | 477   | 647  |
| Picornell Femenías, Aurora | Activista política                                                                  | octubre de 1912 - gener de 1937             | 478   | 324  |
| Piera Llobera, Dolors | Mestra, sindicalista, exiliada                                                      | juliol de 1910 - juliol de 1999             | 479   | 2043 |
| Pignatelli i d'Aymerich, M. Josepa ; «M. Anna Josepa de Pignatelli i Aymerich»                                                         | Noble austracista                                                                   | juliol de 1689 - març de 1755               | 480   | 2034 |
| Pijoan Querol, Aurèlia | Activista política, metgessa                                                        | 1910 - 1998                                 | 481   | 1154 |
| Piña de Rubies, Manolita; «Manolita Piña Rubies; Manolita Piña de Torres-García»                                                       | Xilògrafa, pintora noucentista                                                      | febrer de 1883 - juny de 1994               | 482   | 706  |
| Piñeiro Miarnau, Isabel | Dirigent falangista                                                                 | s. XX - s. XX                               | 483   | 1158 |
| Pinós, Beatriu de ; «Beatriu de Pinós-Milany i Ballester»                                                                              | Baronessa de Milany-Vallfogona                                                      | 1433 circa - 1484 circa                     | 484   | 251  |
| Piquer López, Concepción; «Concha Piquer»                                                                                              | Cantant, actriu                                                                     | desembre de 1908 - desembre de 1990         | 485   | 871  |
| Piris López-Doriga, Cristina | Feminista, sindicalista                                                             | 1949 - desembre de 2003                     | 486   | 850  |
| Planas Capdevila, Pepeta | Esportista, esquiadora                                                              | gener de 1925 - 2006                        | 487   | 151  |
| Plantada Vicente, Mercè | Soprano, professora de cant                                                         | febrer de 1892 - maig de 1976               | 488   | 377  |
| Plaza Montaner, Maria | Mestra, farmacèutica, política                                                      | 1909 - 1990                                 | 489   | 290  |
| Poch Gascón, Amparo; «doctora Salud Alegre»                                                                                            | Metgessa, anarcosindicalista                                                        | octubre de 1902 - abril de 1968             | 490   | 4053 |
| Polo Roig, Irene | Periodista                                                                          | novembre de 1909 - abril de 1942            | 491   | 673  |
| Pons Trainier, Simona; «Simona Gay» | Poetessa, folklorista, pintora                                                      | gener de 1898 - març de 1969                | 492   | 123  |
| Ponsa, Maria Lluïsa; «M. L. d'Orsay»                                                                                                   | Pianista, compositora, escriptora                                                   | 1878 - març de 1919                         | 493   | 649  |
| Ponsati Capdevila, Maria del Carme | Nedadora                                                                            | setembre de 1923 - 2001                     | 494   | 149  |
| Pou, Teresa; «Teresa Piferrer» | Impressora                                                                          | s. XVII - 1764                              | 495   | 4034 |
| Prat, Ángela Margarida; «Mare Àngela Serafina»                                                                                         | Fundadora de les clarisses caputxines, mística                                      | octubre de 1543 - desembre de 1608          | 496   | 500  |
| Prats Marganet, Dolors | Militant anarquista, teixidora                                                      | 1905 - 2005                                 | 497   | 4060 |
| Pretel, Matilde | Tiple                                                                               | 1874 - novembre de 1965                     | 498   | 365  |
| Puelles González, Francisca; «Amaya»                                                                                                   | Refugiada                                                                           | gener de 1921 - desembre de 1989            | 499   | 933  |
| Puig Sanchis, Concepción; «Concha» | Liberal, exiliada                                                                   | 1900 circa - juny de 1997                   | 500   | 934  |
| Puigcercós Roma, Rafela; «Na Roma» | Fetillera, condemnada per bruixa                                                    | 1540 circa - 1620                           | 501   | 2009 |
| Quadras, Maria de | Traductora                                                                          | 1903 - 1982                                 | 502   | 201  |
| Ràfols Bruna, Maria; «Mare Ràfols» | Fundadora de les Germanes de la Caritat de Santa Anna                               | novembre de 1781 - agost de 1853            | 503   | 2015 |
| Rajadell, Teresa | Religiosa, reformadora                                                              | s. XVI - 1553                               | 504   | 565  |
| Ramírez, Òria | Abadessa de Vallbona de les Monges                                                  | s. XII - 1190                               | 505   | 1146 |
| Ramón Vizcarro, Pura | Activista social i política                                                         | 1946 - 2008 circa                           | 506   | 1265 |
| Ramonet Gas, Teresa | Humanista, exiliada                                                                 | s. XX - s. XX                               | 507   | 936  |
| Raventós Ventura, Antònia i Montserrat                                                                                                 | Mestres puntaires, professores especialitzades en puntes d'agulla                   | s. XIX - s. XX                              | 508   | 4018 |
| Real López, Soledad; «Sole» | Militant comunista                                                                  | 1917 - febrer de 2007                       | 509   | 4006 |
| Recasens Gassió, Maria | Militant carlina, farmacèutica                                                      | 1902 - 1989                                 | 510   | 1160 |
| Requesens i Roís de Liori, Estefania de                                                                                                | Noble                                                                               | 1504 circa - abril de 1549                  | 511   | 7    |
| Retuerto Buades, Margalida | Política, llicenciada en Dret                                                       | novembre de 1944 - desembre de 2005         | 512   | 207  |
| Ribelles, Marquesa de | Abadessa d'Alguaire                                                                 | s. XIV - 1348                               | 513   | 1136 |
| Ribera Garau, Maria Agnès | Escriptora, liberal, exmonja                                                        | 1790 - 1861                                 | 514   | 1317 |
| Ricart Ribera, Rosa | Bibliotecària                                                                       | febrer de 1911 - juliol de 2005             | 515   | 2045 |
| Ricci Girando, Anna | Mezzosoprano                                                                        | agost de 1930 - febrer de 2001              | 516   | 388  |
| Ridocci Garcia, Matilde Valeriana | Pedagoga, escriptora, pintora                                                       | setembre de 1843 - juliol de 1922           | 517   | 859  |
| Rio Monfort, Maria del | Directora coral, compositora, professora                                            | març de 1917 - març de 2006                 | 518   | 652  |
| Rio Hernàndez, María Caritat; «Caridad Mercader»                                                                                       | Miliciana comunista, espia del KGB                                                  | març de 1892 - 1975                         | 519   | 5007 |
| Rius, Maria | Activista anarquista, camisera                                                      | 1909 - 1970 circa                           | 520   | 4066 |
| Rocabertí, Isabel de; «Sor Hipòlita de Jesús»                                                                                          | Religiosa, escriptora mística                                                       | gener de 1551 - agost de 1624               | 521   | 490  |
| Rocabertí Safortesa, Pràxedis de | Pintora, il·luminadora, religiosa                                                   | setembre de 1618 - octubre de 1665          | 522   | 503  |
| Ródenas Rodriguez, Llibertat | Militant anarquista, miliciana                                                      | 1892 - 1970                                 | 523   | 2039 |
| Rodoreda Gurguí, Mercè | Narradora, poetessa, autora teatral                                                 | octubre de 1908 - abril de 1983             | 524   | 80   |
| Rodríguez Preciado, Angelita | Dirigent socialista                                                                 | 1916 - 1999                                 | 525   | 1006 |
| Rodríguez, Concepción | Actriu                                                                              | octubre de 1802 - 1880                      | 526   | 2054 |
| Roig Fransitorra, Montserrat | Feminista, escriptora, periodista                                                   | juny de 1946 - novembre de 1991             | 527   | 108  |
| Roig Colomar, Margalida | Sindicalista                                                                        | novembre de 1908 - 1956                     | 528   | 328  |
| Roig Soler, Rosa | Pedagoga krausista, feminista                                                       | 1890 - 1969                                 | 529   | 1226 |
| Roís de Liori, Hipòlita; «La trista comtessa de Palamós»                                                                               | Vídua, noble, escriptora                                                            | 1479 - 1546                                 | 530   | 477  |
| Román Calvo, Ventura | Escriptora                                                                          | 1890 - març de 1913                         | 531   | 1007 |
| Román Calvo, Concha; «Margara» | Escriptora                                                                          | desembre de 1892 - abril de 1986            | 532   | 1008 |
| Romero Domingo, Teresa; «Teresa Romero de Solà»                                                                                        | Pintora de flors, republicana                                                       | març de 1883 - 1974                         | 533   | 708  |
| Rosinach Pedrol, Zoe | Farmacèutica                                                                        | febrer de 1894 - gener de 1973              | 534   | 1166 |
| Roure Canosa, M. Carme | Mestra, activista política, exiliada                                                | 1915 - 2004                                 | 535   | 1167 |
| Rúbies Garrofé, Maria | Política, pedagoga                                                                  | novembre de 1932 - gener de 1993            | 536   | 1227 |
| Rubiés Monjonell, Mercè | Mestra, escriptora                                                                  | 1884 - setembre de 1971                     | 537   | 1228 |
| Rubiés Monjonell, Anna | Mestra, pedagoga, escriptora                                                        | maig de 1881 - març de 1963                 | 538   | 1229 |
| Rugall, Margarida; «na Rugalla» | Sanadora, llevadora, acusada de bruixa                                              | 1500 circa - 1549                           | 539   | 2026 |
| Ruiz Vallecilla, Francisca | Professora                                                                          | s. XIX - s. XX                              | 540   | 1009 |
| Saavedra Macià, Anna Maria de | Professora, poetessa, traductora                                                    | 1905 - 2001                                 | 541   | 202  |
| Sàbat González, Carmen; «Carmencita Sàbat»                                                                                             | Actriu                                                                              | octubre de 1904 - desembre de 2000          | 542   | 1282 |
| Sabaté i Andreu, Maria Dolors; «Lolín»                                                                                                 | Activista obrerocristiana                                                           | maig de 1920 - desembre de 1999             | 543   | 4095 |
| Sabater Gerli, Maria | Pianista, compositora                                                               | 1871 - juliol de 1942                       | 544   | 286  |
| Sabater Parera, Rosa | Pianista, professora de piano                                                       | agost de 1929 - setembre de 1983            | 545   | 657  |
| Sacharoff, Olga Nicolajevna; «Olga Sacharoff»                                                                                          | Pintora avantguardista                                                              | maig de 1889 - 1967                         | 546   | 709  |
| Sáez de Descatllar, Presentación; «Presen»                                                                                             | Mestra, educadora, feminista                                                        | novembre de 1932 - abril de 2003            | 547   | 849  |
| Saga, Sibil·la de | Noble                                                                               | 1240 - 1320                                 | 548   | 2003 |
| Sagnier Costa, Núria; «Anna d'Ax» | Escriptora, traductora                                                              | 1902 - 1988                                 | 549   | 203  |
| Sala Rodon, Carme | Pintora, dibuixant, il·lustradora                                                   | gener de 1910 - 2003                        | 550   | 710  |
| Sala Miralpeix, Tecla | Empresària tèxtil, benefactora                                                      | 1886 - 1973                                 | 551   | 2051 |
| Sales Beltrán, Teresa | Obrera, sindicalista                                                                | 1895 - s. XX                                | 552   | 1249 |
| Salvà Ripoll, Maria Antònia | Escriptora, traductora                                                              | novembre de 1869 - gener de 1958            | 553   | 36   |
| Salvador Segarra, Josefina | Violinista, experta en moda                                                         | febrer de 1920 - maig de 2006               | 554   | 407  |
| Salvador Segarra, Matilde | Compositora                                                                         | març de 1918 - octubre de 2007              | 555   | 658  |
| Sampedro Calvo, Mercedes | Activista política, feminista, socialista                                           | s. XX - juny de 1986                        | 556   | 942  |
| Sánchez, Paquita | Dirigent socialista                                                                 | s. XX - s. XX                               | 557   | 1010 |
| Sánchez Saornil, Lucía; «Luciano de San Saor»                                                                                          | Escriptora anarquista, fundadora de Dones Lliures                                   | desembre de 1895 - juny de 1970             | 558   | 4047 |
| Sánchez-Cutillas Martínez del Romero, Carmelina                                                                                        | Escriptora                                                                          | gener de 1927 - febrer de 2009              | 559   | 114  |
| Sanchis Ferrer, Francisca de Asis | Mestra, naturista, lliurepensadora                                                  | abril de 1896 - s. XX                       | 560   | 853  |
| Santamaria Ventura, Joaquima; «Agna de Valldaura»                                                                                      | Escriptora, folklorista                                                             | 1854 - 1930                                 | 561   | 23   |
| Santpere i Hernáez, Maria; «Mary Sampere»                                                                                              | Actriu, vedet, humorista                                                            | setembre de 1917 - setembre de 1992         | 562   | 1051 |
| Sanz Martínez d'Arrizala, Elena, Arnanda, Josefa, Nicolasa                                                                             | Cantant d'òpera                                                                     | desembre de 1844 - desembre de 1898         | 563   | 1275 |
| Saperas Miró, Francesca | Militant anarcosindicalista                                                         | febrer de 1851 - agost de 1933              | 564   | 2038 |
| Saragossa Doménech, Agustina; «Agustina de Aragón, l'Artillera del Portillo, Agustina Zaragoza»                                        | Heroïna, lluitadora                                                                 | març de 1786 - maig de 1857                 | 565   | 2063 |
| Sarrà, Àurea; «de Sarrà, Serra» | Ballarina, seguidora d'Isadora Duncan                                               | febrer de 1889 - desembre de 1974           | 566   | 2029 |
| Sarrovira, Caterina | Abadessa de Sant Antoni de Barcelona, arxivera                                      | s. XVI - 1630                               | 567   | 4076 |
| Sauret, Maria | Heroïna                                                                             | s. XVII - s. XVIII                          | 568   | 1174 |
| Segarra Gil, Matilde | Pintora                                                                             | juny de 1889 - octubre de 1966              | 569   | 1296 |
| Segura Segura, Margalida | Metgessa                                                                            | abril de 1886 - s. XX                       | 570   | 244  |
| Selva Henry, Blanca; «Blanche» | Pianista, compositora, professora de música                                         | gener de 1884 - desembre de 1942            | 571   | 661  |
| Sempere Sanjuán, Ángela Eufemia | Inspectora educativa, republicana d'esquerres                                       | agost de 1889 - gener de 1971               | 572   | 865  |
| Sensat Vilà, Rosa | Mestra, pedagoga                                                                    | juny de 1873 - octubre de 1961              | 573   | 1232 |
| Serra Belabre, Maria Lluïsa | Arqueòloga, historiadora                                                            | juliol de 1911 - novembre de 1967           | 574   | 306  |
| Serrallonga Calafell, Carme | Mestra, traductora.                                                                 | abril de 1909 - novembre de 1997            | 575   | 1233 |
| Serrano Pablo, Leonor | Jurista, pedagoga, advocada                                                         | 1890 - abril de 1942                        | 576   | 1062 |
| Simó Batlle, Anna Maria; «Agneta Fanfa»                                                                                                | Fabricant de puntes o randera                                                       | març de 1838 - febrer de 1911               | 577   | 4017 |
| Simó Andreu, M. Antònia | Alpinista, escaladora                                                               | maig de 1915 - agost de 2007                | 578   | 140  |
| Sojo Ballester, Maria del Carme de; «Carmen de Sojo de Anguera»                                                                        | Mestressa de casa                                                                   | octubre de 1856 - agost de 1890             | 579   | 4079 |
| Solanich Lacombre, María del Socorro                                                                                                   | Mestra, regidora municipal                                                          | s. XIX - s. XX                              | 580   | 1011 |
| Soler Engràcia, Joana | Pintora                                                                             | 1866 circa - 1914                           | 581   | 713  |
| Soler Miquel, Pilar | Activista política, obrera                                                          | 1914 - 2006                                 | 582   | 847  |
| Soler i Font, Maria Assumpció | Escriptora, mestra                                                                  | abril de 1913 - març de 2004                | 583   | 1236 |
| Solero Asturiano, Carmen | Mestra, comunista                                                                   | febrer de 1914 - juliol de 1996             | 584   | 946  |
| Solís Clarás, Manuela; «Manuela Jesusa Cristobalina Petra »                                                                            | Metgessa, ginecòloga, pionera universitària                                         | juny de 1862 - 1910                         | 585   | 862  |
| Soriano Tresserra, Carme | Nedadora                                                                            | desembre de 1917 - 1996                     | 586   | 146  |
| Sorolla García, Elena | Escultora                                                                           | juny de 1895 - 1975                         | 587   | 714  |
| Soteras Mauri, Maria | Jurista, primera llicenciada en Dret, exiliada                                      | desembre de 1905 - març de 1976             | 588   | 1056 |
| Spatafora, Anastasia; «Madona Estàcia»                                                                                                 | Hospitalera                                                                         | s. XIV - s. XV                              | 589   | 4072 |
| Suaris, Isabel | Noble, escriptora                                                                   | 1440 circa - 1490 circa                     | 590   | 6    |
| Supervia Pascual, Concepció; «Conxita Supervia»                                                                                        | Soprano                                                                             | desembre de 1895 - març de 1936             | 591   | 381  |
| Sureda Bimet, Emília | Poetessa                                                                            | 1865 - 1904                                 | 592   | 30   |
| Tarazaga Colomer, Concepción Josefa | Professora de magisteri, renovadora, d'esquerres, exiliada                          | agost de 1890 - 1957                        | 593   | 857  |
| Tarragó Fàbregas, Renata | Guitarrista, professora de música                                                   | 1927 - agost de 2005                        | 594   | 415  |
| Templat, Margarida; «Arnissa» | Acusada de bruixeria i absolta                                                      | 1575 - s. XVII                              | 595   | 2007 |
| Terrera, Brígida | Beguina, "resclusa"                                                                 | s. XV - 1471 circa                          | 596   | 444  |
| Texidor Torres, Josefa; «Pepita Texidor »                                                                                              | Aquarel·lista, pintora de flors                                                     | 1875 - febrer de 1914                       | 597   | 715  |
| Thomàs Sureda, Francina | Comtessa de Formiguera                                                              | març de 1634 - novembre de 1675             | 598   | 321  |
| Tini de Walsh, Amàlia de | Abadessa de Sant Pere de les Puel·les                                               | s. XIX - maig de 1886                       | 599   | 2018 |
| Tolsà de Ripoll, Àngela Benet | Noble                                                                               | 1476 circa - 1538                           | 600   | 552  |
| Tomàs Gallard, Caterina; «santa Caterina Tomàs»                                                                                        | Santa, religiosa                                                                    | maig de 1531 - abril de 1574                | 601   | 318  |
| Torras Buxeda, Rosa | Tennista                                                                            | 1895 - agost de 1986                        | 602   | 153  |
| Torrent, Francesca | Poetessa, prosista                                                                  | abril de 1881 - abril de 1958               | 603   | 39   |
| Torrents Illa, Josefina | Nedadora                                                                            | juny de 1902 - 2006                         | 604   | 147  |
| Torrents Bertrana, Mercè | Pedagoga, escriptora                                                                | agost de 1928 - març de 1999                | 605   | 1238 |
| Tous, Serena de; «Sereneta» | Escriptora de cartes                                                                | 1350 circa - 1400 circa                     | 606   | 463  |
| Trepat Riba, Emília | Atleta, velocista                                                                   | 1913 - desembre de 1993                     | 607   | 154  |
| Truyol Clar, Bab | Fotògrafa, empresària                                                               | s. XX - s. XX                               | 608   | 232  |
| Tugues Masachs, Anna; «Ana Tugas» | Atleta, llençadora                                                                  | abril de 1911 - s.                          | 609   | 157  |
| Tur Melchor, Carmen | Cantant d'òpera                                                                     | agost de 1900 - juny de 1943                | 610   | 1278 |
| Ubach, Mercedes | Compositora                                                                         | 1878 - s. XX                                | 611   | 4021 |
| Uribes, Pilar | Mestra, comunista, exiliada                                                         | s. XX - 1993                                | 612   | 950  |
| Uriz Pi, Pepita | Mestra, pedagoga, activista política, exiliada                                      | 1883 - s. XX                                | 613   | 1239 |
| Valldaura, Margarita | Esposa de Joan Lluís Vives                                                          | 1505 - 1552                                 | 614   | 822  |
| Vallés Torrentbo, Àngela; «Àngela Vallès de Ferrer»                                                                                    | Mestra, científica                                                                  | 1848 - octubre de 1924                      | 615   | 1240 |
| Valls, Cèlia | Sindicalista                                                                        | s. XX - s. XX                               | 616   | 1012 |
| Valls Aguiló, Cristina | Actriu                                                                              | octubre de 1901 - 1982                      | 617   | 227  |
| Vargas de Chambó, Mercedes de; «Juana de Arco»                                                                                         | Maçona                                                                              | 1800 circa - juny de 1891                   | 618   | 1013 |
| Varo Uranga, Remedios | Pintora                                                                             | desembre de 1908 - octubre de 1963          | 619   | 716  |
| Vayreda Trullol, Maria dels Àngels | Escriptora                                                                          | juliol de 1910 - maig de 1977               | 620   | 84   |
| Vayreda Trullol, Montserrat | Escriptora                                                                          | agost de 1924 - novembre de 2006            | 621   | 103  |
| Vázquez Gonzálvez, Francisca; «Frasquita»                                                                                              | Dirigent socialista                                                                 | 1907 - desembre de 1993                     | 622   | 1014 |
| Veciana Pastoret, Josepa | Noble                                                                               | agost de 1798 - setembre de 1843            | 623   | 2014 |
| Vedruna Vidal, Joaquima de | Santa, fundadora de la Congregació de les Germanes Carmelites de la Caritat         | abril de 1783 - maig de 1854                | 624   | 4013 |
| Velao Oñate, Leonor | Pedagoga, professora de labors                                                      | novembre de 1872 - setembre de 1928         | 625   | 1272 |
| Velasco Belausteguigoitia, Rosario de                                                                                                  | Pintora                                                                             | 1904 - març de 1991                         | 626   | 717  |
| Venes Clusas, Rosa; «Rosa Venas de Llobera»                                                                                            | Heroïna                                                                             | 1783 - setembre de 1844                     | 627   | 2013 |
| Ventós Cullell, Palmira; «Felip Palma»                                                                                                 | Escriptora                                                                          | 1858 - 1916                                 | 628   | 28   |
| Ventosa Roig, Isabel; «Mare Isabel Ventosa»                                                                                            | Fundadora de les Germanes Franciscanes de la Nativitat de Nostra Senyora (Darderes) | Darderes) (novembre de 1834 - abril de 1895 | 629   | 5010 |
| Verd Palou, Jerònima; «dona Jerònia»                                                                                                   | Primera farmacèutica de Mallorca                                                    | octubre de 1901 - novembre de 1985          | 630   | 239  |
| Vernet Real, Maria Teresa | Escriptora, traductora, musicòloga                                                  | març de 1907 - febrer de 1974               | 631   | 79   |
| Vicent Sanahuja, Empar; «Amparín» | Militant carlina                                                                    | 1935 - novembre de 2008                     | 632   | 1264 |
| Vicent Guinot, María; «Marita» | Pintora                                                                             | maig de 1910 - 1993                         | 633   | 1322 |
| Vidal Puig, Lluïsa | Retratista, pintora modernista, professora de dibuix                                | abril de 1876 - octubre de 1918             | 634   | 718  |
| Vidal Tous, Francesca | Obrera, feminista                                                                   | 1851 - 1939                                 | 635   | 1319 |
| Vigneaux Cibils, Celestina | Mestra, exiliada                                                                    | maig de 1878 - maig de 1964                 | 636   | 1242 |
| Vila Panadès, Maria | Actriu, empresària teatral                                                          | agost de 1897 - desembre de 1963            | 637   | 1053 |
| Vila Badia, Victorina | Mestra, exiliada                                                                    | desembre de 1883 - gener de 1962            | 638   | 4096 |
| Vilafreser, Àngela; «La Vigatana» | Sanadora, llevadora, condemnada per bruixa                                          | 1580 - 1620                                 | 639   | 2008 |
| Vilaret Llop, Mercè | Realitzadora de televisió                                                           | 1943 - octubre de 1993                      | 640   | 672  |
| Vilches Pellissari, Fermina | Actriu                                                                              | s. XIX - s. XX                              | 641   | 1043 |
| Villalonga Zaydin, Aina; «Aina de Villalonga Zaydin de Morey»                                                                          | Autora teatral                                                                      | 1883 - 1961                                 | 642   | 266  |
| Villamartin Thomas, Isabel de | Poetessa, dramaturga                                                                | s. XIX - octubre de 1877                    | 643   | 12   |
| Villén del Rey, María Vicenta Silvestra; «María Villén»                                                                                | Pedagoga, directora d'Escola Normal                                                 | desembre de 1871 - novembre de 1961         | 644   | 954  |
| Villena, Isabel de ; «Elionor Manuel de Villena»                                                                                       | Abadessa de la Trinitat de València, escriptora                                     | 1430 - 1490                                 | 645   | 820  |
| Viñals Lladós, Rosa | Cirurgiana, llevadora, feminista                                                    | juliol de 1883 - 1945                       | 646   | 4030 |
| Viñas Olivella, Cèlia | Poetessa, escriptora, pedagoga                                                      | juny de 1915 - juny de 1954                 | 647   | 92   |
| Viñas Olivella, Encarnació | Activista cultural                                                                  | 1919 - 2003                                 | 648   | 288  |
| Vives Rodon, Dolors | Aviadora republicana                                                                | agost de 1909 - 2005                        | 649   | 143  |
| Wehrle, Emerenciana | Contralt, professora de cant                                                        | 1863 - 1938                                 | 650   | 4092 |
| Xirgu Subirà, Margarida | Actriu, directora teatral                                                           | juliol de 1888 - abril de 1969              | 651   | 1054 |
| Yáñez García, María; «Bella Dorita» | Actriu, vedet                                                                       | febrer de 1901 - juny de 2001               | 652   | 1055 |
| Yarza Planas, Natividad | Alcaldessa, mestra, política                                                        | desembre de 1872 - 1940 circa               | 653   | 4028 |
| Zaforteza i de Togores, Catalina; «La Gran Cristiana»                                                                                  | Carlina, emprenedora, promotora d'obres d'art                                       | febrer de 1833 - setembre de 1912           | 654   | 4015 |